# Marsdenia volcanica
Marsdenia volcanica är en oleanderväxtart som beskrevs av P.I. Forster. Marsdenia volcanica ingår i släktet Marsdenia och familjen oleanderväxter. Inga underarter finns listade i Catalogue of Life.